# Clais
Clais ist eine französische Gemeinde mit 263 Einwohnern (Stand 1. Januar 2022) im Département Seine-Maritime in der Region Normandie (vor 2016 Haute-Normandie). Sie gehört zum Arrondissement Dieppe und zum Kanton Neufchâtel-en-Bray (bis 2015 Kanton Londinières). Die Einwohner werden Claisiens genannt.

## Geographie
Clais liegt etwa 39 Kilometer südöstlich von Dieppe in der Landschaft Pays de Bray am Eaulne.

## Bevölkerungsentwicklung
| Jahr      | 1962 | 1968 | 1975 | 1982 | 1990 | 1999 | 2007 | 2015 |
| Einwohner | 304  | 289  | 259  | 244  | 209  | 202  | 207  | 258  |

## Sehenswürdigkeiten

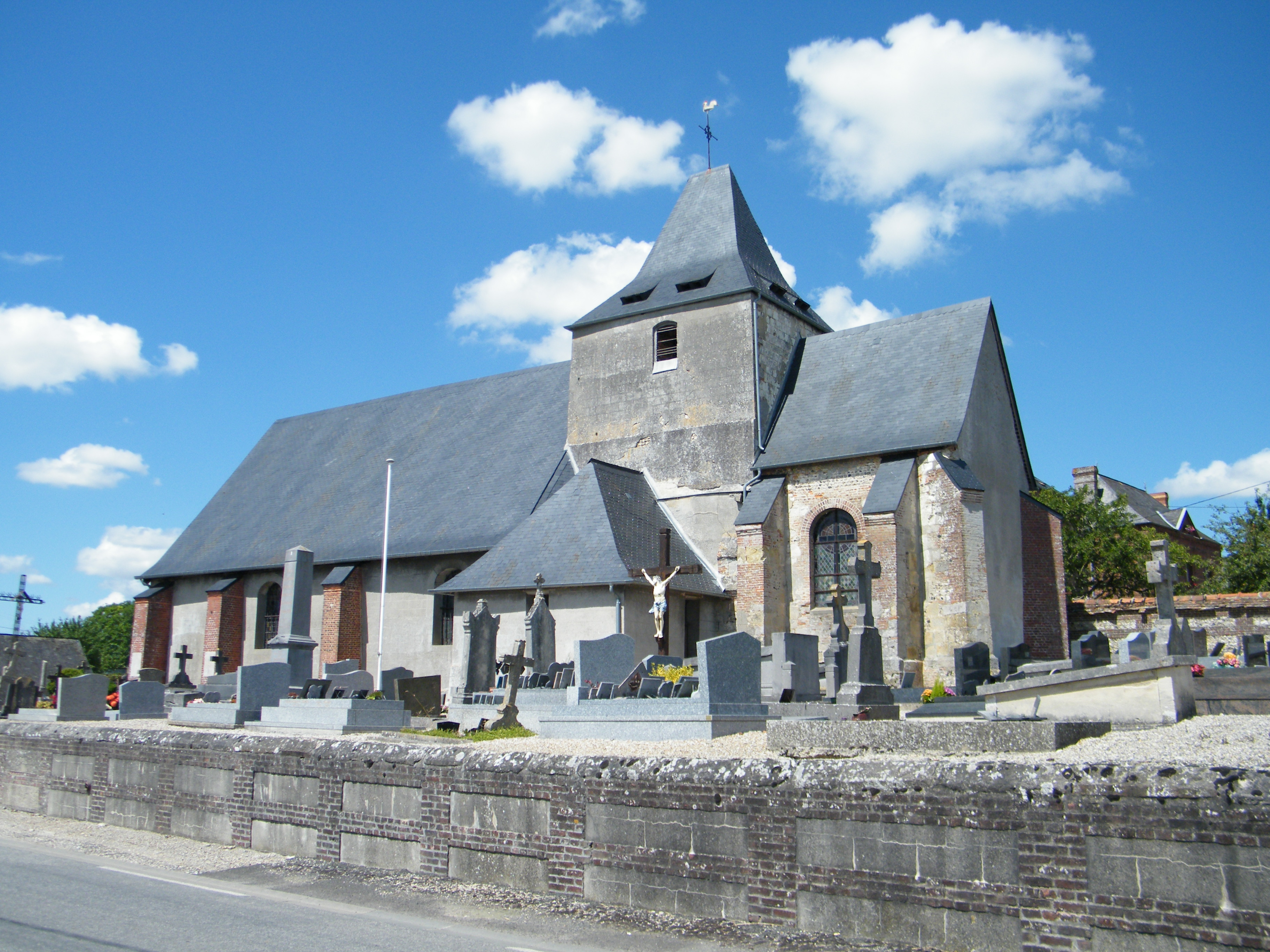
Kirche Notre-Dame
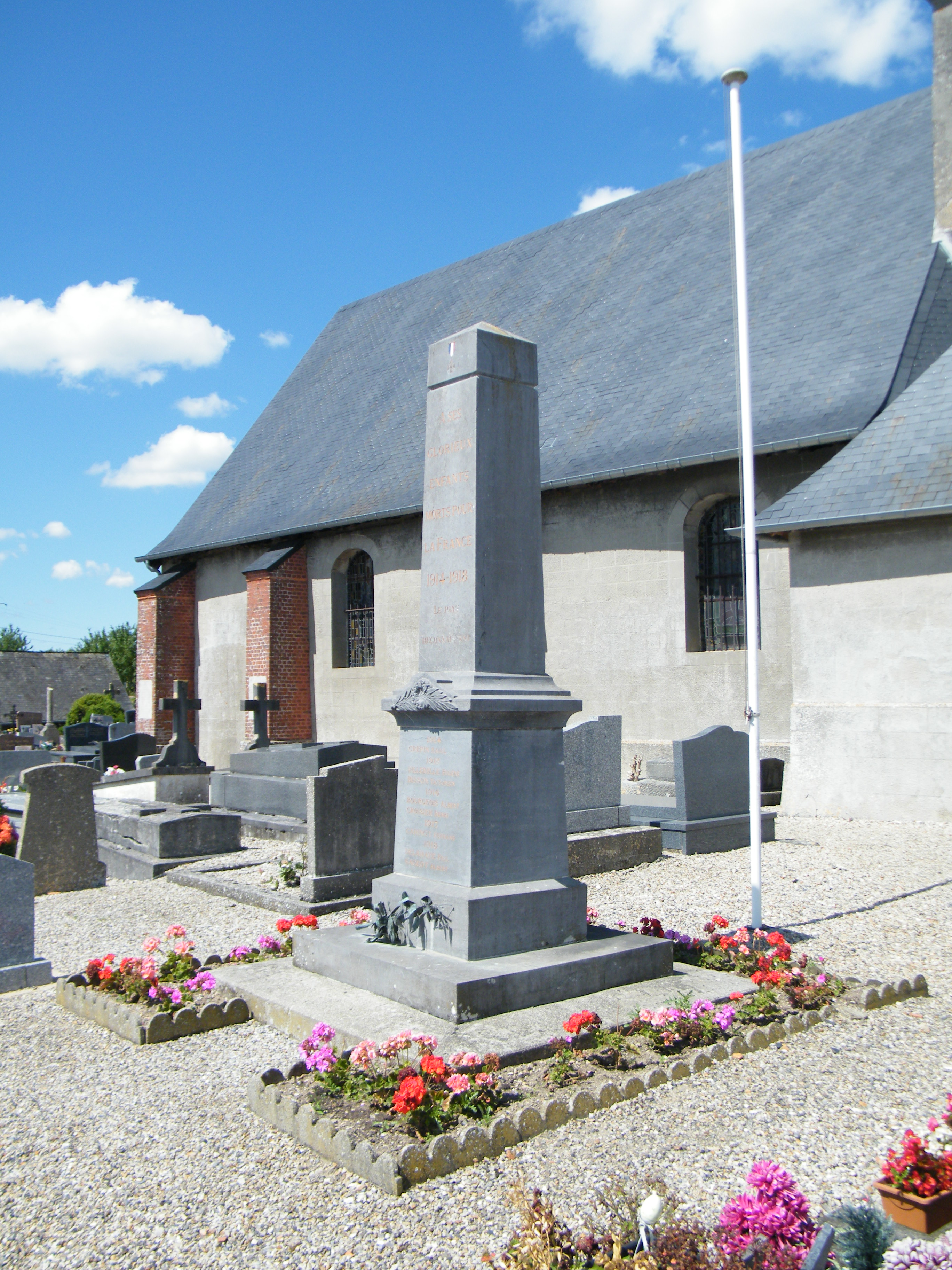
Kriegerdenkmal

- Kirche Notre-Dame
- Kriegerdenkmal